# Skanderbeg (film)
Skanderbeg (tytuł oryginalny: Luftetari i madh i Shqipërise Skenderbeu, inny tytuł: Великий Воин Албании Скандербег) – albańsko-radziecki film fabularny z roku 1953 w reżyserii Siergieja Jutkiewicza. Pierwszy film fabularny, wyprodukowany w okresie powojennym w Albanii, w koprodukcji z radzieckim Mosfilmem.

## Opis fabuły
Historia zjednoczenia ziem albańskich przez Skanderbega i 25-letniej walki o utrzymanie niezależności stała się podstawą do realizacji fresku historycznego z imponującymi jak na owe czasy scenami batalistycznymi. Postać Skanderbega została ukazana wielostronnie – także poprzez próbę ukazania jego życia rodzinnego i zachowań w życiu prywatnym. Widok Skanderbega, który je i pije razem ze swoimi żołnierzami wywarł niezwykłe wrażenie na Albańczykach. 28 listopada 1953 odbyła się w tym samym dniu premiera filmu w Tiranie i w Moskwie. Po premierze dość szybko film został zaprezentowany widowni albańskiej w Bostonie, Nowym Jorku i Los Angeles. W 1955 roku film był wyświetlany w Polsce.
W 2012 film został poddany obróbce cyfrowej, w jednym z włoskich przedsiębiorstw filmowych. Nowa ścieżka dźwiękowa filmu została wzbogacona dźwiękami, których nie było w wersji oryginalnej (tętent koni, szczęk broni).

## Obsada
- Akaki Chorawa jako Skanderbeg
- Besa Imami jako Donika
- Adivije Alibali jako Mamica Kastrioti
- Krisantha Kotmilo jako matka Skanderbega
- Lec Shllaku jako ojciec Skanderbega
- Siemion Sokołowskij jako Hamza
- Weriko Andżaparidze jako Dafina
- Georgi Czernowolenko jako Marash
- Naim Frashëri jako Pal Muzaka
- Mihal Stefa jako Gjergj Arianiti
- Ndrek Shkjezi jako Gjeto Gjokaj
- Mihal Popi jako Bałaban pasza
- Boris Tenin jako Din
- Nikołaj Bubnow jako Luka
- Oleg Żakow jako Tanush Topia
- Georgij Rumiancew jako Lek Dukagjini
- Wagram Papazjan jako sułtan Murad II
- Nodar Şaşıqoğlu jako syn sułtana
- Władimir Sołowiow jako mnich franciszkański
- Siergiej Kuriłow jako Lek Zaharia
- Aleksandr Wiertynski jako doża wenecki
- Marie Logoreci jako księżna
- Nikołaj Timofiejew jako poeta włoski
- Władimir Biełokurow jako król serbski Branković
- Siergiej Kułagin jako Chassan-bej
- Aleksandra Denisowa jako matka Dina
- Zef Jubani
- Sokrat Mio
- Kadri Roshi

## Nagrody
- 7. MFF w Cannes
  - Wyróżnienie Specjalne za reżyserię: Siergiej Jutkiewicz